# Anne-Marie Staub
Anne-Marie Staub (* 13. November 1914 in Pont-Audemer; † 2012 in Saint-Germain-en-Laye) war eine französische Biochemikerin.

## Leben
Staub stammte aus einer Familie, die mit Louis Pasteur verbunden war. Ihr Großvater war 1882 Trauzeuge von Pasteur und ihr Vater André Staub (1883–1967) arbeitete seit 1906 bis zu seinem Ruhestand 1951 am Institut Pasteur. Staub spielte als Jugendliche Klavier und überlegte eine Zeitlang Pianistin zu werden. Ab 1930 studierte sie an der Sorbonne Naturwissenschaften und Mathematik. Eine Weile überlegte sie aus religiösen Gründen Leprakranke zu pflegen. 1935/36 besuchte sie den Mikrobiologie-Kurs des Institut Pasteur, dem sie 1936 beitrat und an dem sie 1939 in der Gruppe von Daniel Bovet promoviert wurde. Anne-Marie Staub gehörte in dieser Zeit bei Bovet am Institut Pasteur zu der Gruppe im Labor von Ernest Fourneau, die die ersten Antihistaminika entwickelte, und dies war auch Gegenstand ihrer Dissertation. Ihr Wirkstoff F 929 war allerdings toxisch, und erst Bernard Halpern entwickelte ab 1942 bei Rhône-Poulenc die ersten therapeutisch einsetzbaren Antihistaminika. Zu dieser Zeit wandte sie sich anderen Themen zu (Bovet war 1939 in seine Schweizer Heimat gegangen) und war im Labor ihres Vaters, der Impfstoffe für Tiere entwickelte.
Ab 1941 arbeitete sie bei Pierre Grabar, wechselte zur Immunochemie und isolierte verschiedene Antigene (u. a. bei Anthrax). Ihr Bruder war in der Resistance und wurde 1944 durch die deutschen Besatzungskräfte getötet. 1946 ging sie für drei Jahre nach London. Sie arbeitete im Lister-Institut und erhielt ein Stipendium des Medical Research Institut, wobei sie ihre Anthrax-Forschung fortsetzte. Zurück am Institut Pasteur baute sie ein immunochemisches Labor für Impfstoffe auf (Leitung ab 1953). Sie befasste sich insbesondere mit Salmonellen. 1954 fiel sie ein Jahr wegen einer viralen Meningitis aus. In den 1960er Jahren forschte sie über Endotoxin-Antigene, die zu den Lipo-Polysacchariden zählen. Sie charakterisierte verschiedene dieser Antigene immunochemisch, unter anderem Tyvelose (von Salmonella typhi). 1960 bis 1974 hielt sie die Kurse über Immunologie am Institut Pasteur mit Marcel Raynaud, und leitete 1960 bis 1977 das Labor für bakterielle Antigene. Sie arbeitete 1955 bis 1975 mit dem Max-Planck-Institut in Freiburg zusammen (Otto Lüderitz) und wurde dort zum Mitglied auf Lebenszeit ernannt. 1969 erhielt sie den Paul-Ehrlich-und-Ludwig-Darmstaedter-Preis. 1973 wurde sie Ritter der Ehrenlegion.
Mit 62 Jahren verließ sie die Wissenschaft und widmete sich religiösen Aufgaben. Schon seit 1960 zog sie sich regelmäßig ins spirituelle Zentrum La Part Dieu in Poissy zurück.

## Schriften
- mit Marcel Raynaud: Cours d’immunologie générale et de sérologie de l’Institut Pasteur. 5. Auflage, Paris 1967